# Iphiaulax papuanus
Iphiaulax papuanus är en stekelart som beskrevs av Cameron 1906. Iphiaulax papuanus ingår i släktet Iphiaulax och familjen bracksteklar. Inga underarter finns listade i Catalogue of Life.